# Polypodium bakeri
Polypodium bakeri là một loài dương xỉ trong họ Polypodiaceae. Loài này được Luerss. mô tả khoa học đầu tiên năm 1882.
Danh pháp khoa học của loài này chưa được làm sáng tỏ. 